# Fimbristylis unispicularis
Fimbristylis unispicularis är en halvgräsart som beskrevs av Ethirajalu Govindarajalu och Koppula Hemadri. Fimbristylis unispicularis ingår i släktet Fimbristylis och familjen halvgräs. Inga underarter finns listade i Catalogue of Life.